# Mohamed Hachaichi
Mohamed Hachaichi (26. února 1951 – 6. červen 2013) byl alžírský zápasník, volnostylař. V roce 1980 na olympijských hrách v Moskvě vypadl v kategorii do 52 kg ve třetím kole a obsadil tak dělené desáté místo. V letech 1981 a 1982 vybojoval bronz na mistrovství Afriky.